# Río Konda
El río Konda (del ruso: Конда) es un largo río ruso de la Siberia Occidental, un afluente de la margen izquierda del río Irtysh, en el curso bajo, casi en la desembocadura con el río Obi. Tiene una longitud de 1.097 km y drena una cuenca de 72.800 km². 
Administrativamente, el río discurre por el distrito autónomo de Janti-Mansi de la Federación Rusa.

## Geografía
El río Konda nace en unas modestas colinas en la parte occidental de la llanura de Siberia Occidental. A lo largo de su curso, discurre por una zona llana y pantanosa, rica en lagos, dirigiéndose en primer lugar en dirección Sureste, luego al Este, para ir finalmente en su tramo final hacia el Nordeste. El río desagua en el río Irtysh, no muy lejos de su confluencia con el río Obi. 
El río tiene muchos afluentes, siendo los más importantes, por la izquierda, los ríos Mulymyá (Мулымья) (de 608 km de longitud y una cuenca de 7810 km²), Bolshoy Tap (Большой Тап) (504 km y una cuenca de 6 700 km²), Yukonda (Юконда) y Kama (Кама); y, por la derecha, los ríos Yevra (Евра) y Kumá (Кума). 
Al igual que todos los ríos en la zona, sufre de largos períodos de heladas (finales de octubre-principios de noviembre hasta finales de abril- mediados de mayo) y amplias extensiones de suelo permanecen permanentemente congeladas en profundidad (permafrost). Al llegar la época del deshielo, como la mayoría de los ríos siberianos, inunda amplias zonas que convierte en terrenos pantanosos.
El promedio de descarga a 164 km de su desembocadura es de 231 m³/s, con un máximo de 1.220 m³/s, y un mínimo de 36,1 m³/s. 
La cuenca del río, similar a muchas otras zonas de la llanura de Siberia Occidental, es muy rica en petróleo. Para la explotación de estos depósitos se han fundado algunos asentamientos, que son ahora los principales centros urbanos que baña el río, siendo el más grande Uray (38.872 hab. en 2002). Otro centro importante, Sovetski (23.230 hab. en 2002), no está muy lejos del río.

## Historia
La región de Konda, o Kondia, es una de las muchas provincias mencionadas en los títulos oficiales de los zares rusos. 